# Cven, Ljutomer
Cven este o localitate din comuna Ljutomer, Slovenia, cu o populație de 616 locuitori.